# El hombre que fue Superman
El hombre que fue Superman (Hangul: 슈퍼맨이었던 사나이; RR: Syupeomaen-ieotteon sanai; Inglés: A Man Who Was Superman) es una película de 2008 de Corea del Sur dirigida por Jeong Yoon-chul. La película aplica técnicas de realismo mágico a los problemas derivados del narcisismo de pequeñas diferencias, que afecta a la conciencia moderna de Corea.

## Argumento
Song Soo-jung es una productora que va en su tercer año trabajando para una pequeña empresa. Su especialidad está en filmar historias de interés humano. Ella siente la necesidad de producir estas historias poco profundas en aras de su ambición de convertirse algún día en una Oprah Winfrey de Corea. Sin embargo, ella está llegando al final de lo que queda de su orgullo. Después de meses de no cobrar, un día sale de su oficina como de costumbre con la cámara para producir una historia sobre un león que aparentemente se negaba a comer su comida. En su camino, ella se encuentra con un ladrón, pero es yudada de alguna manera por "Superman" en una camisa hawaiana. Superman dice que es incapaz de aprovechar sus poderes sobrehumanos porque "los malos" han colocado kriptonita en su cabeza.

## Lanzamiento
El hombre que fue Superman fue lanzado en Corea del Sur el 31 de enero de 2008, y en su primer fin de semana ocupó el cuarto lugar en la taquilla con 206,858 espectadores. Al 31 de marzo de 2008 había recibido un total de 559,867 entradas, y el 17 de febrero de 2008 había recaudado en total de $ 3.848,034.